# 林ひふみ
林 ひふみ（はやし ひふみ、1962年 - ）は、日本のジャーナリスト、明治大学理工学部教授。新井一二三の名で中国、台湾、香港の新聞、雑誌に中国語でコラムを書き、著作を出版している。

## 経歴
東京都出身。早稲田大学政治経済学部政治学科に学び、在学中に中国の北京外国語学院や中山大学への留学を経験して、1987年に卒業した。
大学卒業後、朝日新聞に記者として入社したが半年で退社し、1988年4月から8月にかけては、トロントの日加タイムズの記者となった。
1994年4月から9月にかけて香港の亜洲週刊特派員となり、その後は、フリーランスのコラムニストとして中国語の媒体に寄稿し、作家活動に入った。
2005年から、明治大学理工学部総合文化教室兼任講師、2008年に専任となり、准教授を経て教授となった。

## 著書
- 『中國中毒』  三修社
- 『新井，心井』 台湾大田出版
- 『東京人』 台湾大田出版
- 『櫻花寓言』 台湾大田出版
- 『可愛日本人』 台湾大田出版
- 『讀日派』 台湾大田出版
- 『東京的女兒』 台湾大田出版
- 『123成人式』 台湾大田出版
- 『東京時刻八點四十五』 台湾大田出版
- 『我和閱讀談戀愛』 台湾大田出版、上海訳文出版社
- 『午後四時的啤酒』 台湾大田出版、上海訳文出版社
- 『東京上流』 台湾大田出版
- 『東京迷上車：從橙色中央線出發』 台湾大田出版、上海訳文出版社
- 『東京生活意見』 台湾大田出版
- 『中國語很有趣』 （『中国語はおもしろい』，講談社、2004年）
- 『偏愛東京味』 台湾大田出版
- 『我這一代東京人』 台湾大田出版、上海訳文出版社
- 『偽東京』 台湾大田出版、上海訳文出版社
- 『獨立，從一個人旅行開始』 台湾大田出版、上海訳文出版社
- 『沒有了鮪魚，沒有了奶油——你無法想像的日本』 台湾大田出版、上海訳文出版社
- 『台灣為何教我哭』 台湾大田出版
- 『東京故事311』 台湾大田出版
- 『中国・台湾・香港映画のなかの日本』明治大学出版会
- 『台湾物語「麗しの島」の過去・現在・未来』筑摩書房
- 『中国語は楽しい――華語から世界を眺める』ちくま新書